# 9991 Anežka
9991 Anežka è un asteroide della fascia principale. Scoperto nel 1997, presenta un'orbita caratterizzata da un semiasse maggiore pari a 3,2043534 UA e da un'eccentricità di 0,1554074, inclinata di 2,17775° rispetto all'eclittica.